# Oparbella quedenfeldti
Espèce
Synonymes
- Solpuga quedenfeldti Kraepelin, 1899

Oparbella quedenfeldti est une espèce de solifuges de la famille des Solpugidae.

## Distribution
Cette espèce se rencontre au Maroc et en Égypte.

## Description
Le mâle décrit par Roewer en 1934 mesure 14 mm et la femelle 22 mm.

## Étymologie
Cette espèce est nommée en l'honneur de Friedrich Otto Gustav Quedenfeldt.

## Publication originale
- Kraepelin, 1899 : Zur systematik der Solifugen. Mitteilungen aus dem Naturhistorischen Museum in Hamburg, vol. 16, p. 197-259 (texte intégral).